# CGGVeritas
CGGVeritas é uma companhia francesa de serviços geofísicos, resultante da fusão das empresas Compagnie Générale de Géophysique (CGG) e Veritas DGC Inc.

## Histórico

### CGG
A CGG foi fundada em 1931 por Conrad Schlumberger e adquiriu sua primeira pesquisa sísmica em 1932. Em 1966, a CGG inaugurou seu primeiro centro de processamento de dados na França, em 1932.

### Veritas DGC
A Digital Consultants Inc. foi estabelecida em Houston, Texas, em 1965, com o objetivo de aplicar computação digital na indústria geofísica. Em 1969, a Digital Consultants se tornou Digicon Inc. (DGC), e passou a ser uma empresa pública no American Stock Exchange. Digicon provia aquisição sísmica e serviços de processamento sísmico.
Em 1974, a Veritas Energy Services, empresa de serviços geofísicos, foi estabelecida em Calgary, no Canadá, após a compra da Rafael B. Cruz and Associates Ltd., por D. B. Robson.
Em 1996, Veritas DGC foi formada a partir da Digicon e da Veritas.

### Fusão
Em 2007, CGG e Veritas DGC se fundiram e mudaram seu nome para CGGVeritas.